# Sarah Guellil
Sarah Guellil, née le 2 juin 2006 à Bordeaux, est une footballeuse internationale algérienne évoluant au poste de milieu de terrain aux Girondins de Bordeaux,.

## Biographie

### Carrière en sélection
Le 3 octobre 2023 , elle est sélectionnée avec les moins de 20 ans, pour disputer le 1er tour qualificatif des éliminatoires de la Coupe du monde féminine U20 ,
En février 2024, elle fait partie des joueuses convoquées en stage au Centre technique national de Sidi Moussa, dans le cadre de la préparation pour le tournoi final de la Coupe d'Afrique des nations féminine de football 2024. Le 24 février 2024, elle entre en jeu lors de la victoire 2 à 0 des Algériennes face au Burkina Faso